# Fågelvikshöjden
Fågelvikshöjden is een plaats in de gemeente Värmdö in het landschap Uppland en de provincie Stockholms län in Zweden. De plaats heeft 1015 inwoners (2005) en een oppervlakte van 49 hectare.